# Bad Karlshafen
Bad Karlshafen é um município da Alemanha, situado no distrito de Kassel, no estado de Hesse. Tem 14,85 km² de área, e sua população em 2019 foi estimada em 3.644 habitantes.